# Silnice II/291
Silnice II/291 je silnice II. třídy ve Frýdlantském výběžku spojující Frýdlant s Novým Městem pod Smrkem. Délka silnice je asi 16 kilometrů.

## Trasování komunikace
Silnice II/291 začíná na křižovatce se silnicí I/13 ve městě Frýdlant u tamního úřadu práce. Silnice I/13 pokračuje přímo směrem na Habartice, Zawidów, ale silnice II/291 zde odbočuje doprava směrem na Nové Město pod Smrkem. Zhruba 3 kilometry za Frýdlantem odbočuje doprava silnice III/2909 směr Raspenava a na téže křižovatce odbočuje doleva silnice III/2912 směrem na Krásný Les. Silnice II/291 pokračuje přímo směrem na Nové Město pod Smrkem. Zhruba o 2,5 kilometrů dál na křižovatce jde přímo silnice III/2915, ale silnice II/291 odbočuje doprava směr Nové Město pod Smrkem. Před obcí Hajniště se komunikace kříží s železniční tratí. Několik metrů za tímto nechráněným železničním přejezdem odbočuje doprava silnice III/29015 a za touto křižovatkou odbočuje doleva silnice III/2916 směrem na Dolní Řasnici. Silnice na obou křižovatkách pokračuje přímo na Nové Město pod Smrkem. Za Hajništěm se komunikace opět kříží se železniční tratí na nechráněném přejezdu. Před čerpací stanicí Kontakt v Novém Městě pod Smrkem odbočuje doleva silnice III/2919 směr Horní Řasnice. Silnice II/291 pokračuje přímo do města. O několik křižovatek dál za obvodním oddělením Policie České republiky jde přímo silnice III/29110 směrem na Dětřichovec. Silnice II/291 odbočuje doprava a za touto křižovatkou odbočuje doprava silnice III/29011 směrem na Ludvíkov pod Smrkem. Silnice II/291 pokračuje přímo směrem na polský Mirsk, kde na státní hranici silnice II/291 přechází na polskou II/361.